# Syngrapha artica
Syngrapha artica är en fjärilsart som beskrevs av Rudolf Rangnow 1935. Syngrapha artica ingår i släktet Syngrapha och familjen nattflyn. Inga underarter finns listade i Catalogue of Life.